# Serra Gallina
La Serra Gallina és una serra situada al municipi de Rellinars a la comarca del Vallès Occidental, amb una elevació màxima de 434 metres.